# Marshevet Myers

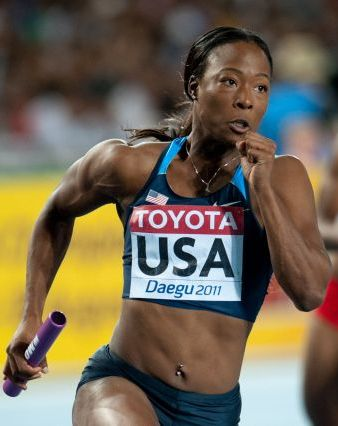
Marshevet Myers bei den Weltmeisterschaften 2011

Marshevet Myers (geb. Hooker; * 25. September 1984 in Dallas) ist eine US-amerikanische Sprinterin.
Als Studentin an der University of Texas wurde sie 2005 NCAA-Meisterin über 100 Meter und 2006 NCAA-Hallenmeisterin im Weitsprung und über 60 Meter.
2008 qualifizierte sie sich als Dritte der US-Ausscheidungskämpfe über 200 Meter für die Olympischen Spiele in Peking und wurde dort Fünfte. Beim Leichtathletik-Weltfinale wurde sie jeweils Zweite über 100 und 200 Meter.
Bei den Weltmeisterschaften 2009 in Berlin schied sie über 200 Meter im Halbfinale aus. Als US-Vizemeisterin über 100 Meter reiste sie 2011 zu den Weltmeisterschaften in Daegu und wurde über diese Distanz dort Achte. In der 4-mal-100-Meter-Staffel gewann sie mit dem US-Team Gold.
Marshevet Myers ist 1,75 m groß und wiegt 67 kg. Sie wird von Jon Drummond trainiert. Ihre Schwester Destinee Hooker ist US-amerikanische Volleyball-Nationalspielerin.

## Persönliche Bestleistungen
- 60 m (Halle): 7,18 s, 5. Februar 2011, Boston
- 100 m: 10,86 s, 4. Juni 2011, Eugene
- 200 m: 22,34 s, 21. August 2008, Peking
  - Halle: 22,86 s, 10. März 2006, Fayetteville
- Weitsprung: 6,65 m, 8. April 2005, Austin
  - Halle: 6,83 m, 11. Februar 2011, Fayetteville